# Olav Kyrre
Olav Haraldsson Kyrre (den stillsamme; även känd som Olav bonde och i historielitteratur som Olav III), född cirka 1050, död 22 september 1093 av sjukdom i Håkeby i bohuslänska Tanum, begravd i Nidaros (nuvarande Trondheim), son till Harald Hårdråde, var kung av Norge från 1067 till sin död. Han fick sitt tillnamn Kyrre eftersom han inte förde några krig och inte uträttade några stordåd. Under hans regeringstid ökade handeln i Norge, fred varade och han stärkte kungamakten. Hans korta saga i Heimskringla slutar: "Han var en mycket omtyckt kung och Norge hade blivit mycket rikare och fått större heder under hans välde."
Olav deltog vid slaget vid Stamford Bridge i England där hans far Harald stupade.  Olav följde sin far under invasionen av England år 1066. Han var dock bara 16 år gammal vid slaget vid Stamford Bridge den 25 september 1066. Han stannade kvar och vaktade skeppen vid Riccall och deltog inte i striderna. Efter det norska nederlaget seglade han med resterna av den norska styrkan tillbaka till Orkney, där de tillbringade vintern. Hemresan till Norge ägde rum sommaren 1067. 
Efter sin fars död delade Olav kungariket med sin bror Magnus II (Magnus II Haraldsson), som hade blivit kung året innan. När kung Magnus dog år 1069 blev Olav ensam härskare över Norge.
Under hans regeringstid upplevde Norge en sällsynt lång period av fred. Han avstod från en offensiv utrikespolitik och skyddade istället Norges suveränitet genom avtal och äktenskapsförbindelser. Inom riket betonade han kyrkans organisation och moderniseringen av kungariket. Detta resulterade bland annat i en omorganisering av livvakten och åtgärder som gjorde att viktiga städer, särskilt Bergen, bättre kunde tjäna som kunglig residens. Enligt Snorre Sturlusons Heimskringla sägs Olav ha grundat staden Bergen (ursprungligen kallad Bjørgvin).
Harald Hårdrådes död och det allvarliga nederlaget som norrmännen led 1066 frestade den danska kungen Svend Estridsen att förbereda ett angrepp på Norge. Kung Svend kände sig inte längre bunden av vapenvilan som han ingått med Harald Hårdråde 1064, eftersom den endast skulle gälla under de två kungarnas livstid. Olav slöt dock fred med kung Svend och gifte sig med kungens dotter Ingerid. Senare gifte sig Olavs halvsyster Ingegerd med kung Svends son Olav. Även om det förekom några angrepp på England från danska styrkor, bestod freden mellan Danmark och Norge. Olav slöt också fred med Vilhelm Erövraren av England.
Kung Olav bröt med sin fars linje i förhållandet till kyrkan. Harald Hårdråde hade en pågående konflikt med ärkestiftet Bremen på grund av ärkebiskopens auktoritet över den norska kyrkan. Till skillnad från sin far erkände Olav denna auktoritet fullt ut. Politiska överväganden kan ha legat bakom denna försonliga inställning, liksom Olavs intresse för kyrkans organisation. Fram till hans tid hade biskoparna varit en del av kungens hov och rest med honom runt om i landet för att ta hand om kyrkliga angelägenheter medan kungen tog hand om världsliga frågor. Biskoparna etablerade fasta residens i Oslo, Nidaros och Bergen. Kung Olav tog också initiativ till byggandet av kyrkor, inklusive Kristkyrkan i Bergen och Nidarosdomen i Trondheim.
Olav stärkte kungens makt och införde gillesystemet i Norge. Det finns starka indikationer på att regeringen under kung Olav började skriva ner provinsiella lagar i större utsträckning. Den norska lagen Gulatingsloven skrevs troligen ner för första gången under hans regeringstid.
Kung Olav dog av sjukdom den 22 september 1093 i Haukbø, Ranrike, då en del av Norge (nu Håkeby, Tanums kommun, Sverige). Han begravdes i Nidarosdomen. Hans äktenskap med Ingerid resulterade inte i några barn. Hans efterträdare som kung, Magnus III, kallad Magnus Barfot (Magnus Berrføtt), erkändes som hans utomäktenskapliga son.
Olav anses som grundare till Bergen cirka 1070
Olav Kyrre var gift med Ingrid Svensdotter dotter till den danske kungen Sven Estridsson. Kyrre fick sonen Magnus med Tora Joansdotter. Magnus, som kom att kallas "barfot", blev hans efterträdare, tillsammans med kusinen Hakon Magnusson kallad "toresfostre". Olav Kyrre räknas som den norska staden Bergens grundläggare.